# Mohiuddin Ahmed
Ne doit pas être confondu avec A.K.M. Mohiuddin Ahmed.
Mohiuddin Ahmed (bengali : মহিউদ্দিন আহমেদ), mort le 28 janvier 2010 à Dacca (Bangladesh), est un militaire et diplomate bangladais, connu pour son implication dans l'assassinat de Sheikh Mujibur Rahman, premier président du Bangladesh, en 1975.
Condamné à la peine de mort en 1998, il est extradé en 2007 et exécuté par pendaison le 28 janvier 2010, soit le même jour que quatre de ses co-accusés (Syed Faruque Rahman, Sultan Shahriar Rashid Khan, A.K.M. Mohiuddin Ahmed et Bazlul Huda). 

## Carrière
Membre de la 2e artillerie de campagne du major Abdur Rashid, opposant à la politique du président Sheikh Mujibur Rahman, il participe avec lui au coup d'État de 1975 au cours duquel le président est assassiné (Ahmed supervisant personnellement le pilonnage de sa maison). Le but du coup d'État, organisé par Syed Faruque Rahman, est de renverser le régime laïc de Mujibur Rahman pour le remplacer par un gouvernement, plus en phase avec les valeurs de l'islam, dirigé par Khondaker Mostaq Ahmad. Ce dernier accorde l'immunité aux putschistes et assassins, qui obtiennent rapidement des postes à responsabilité sous les nouvelles autorités. Par exemple, Ahmed siège au sein du conseil de commandement qui dirige le pays depuis le Bangabhaban (qu'il avait lui-même fait pilonner peu de temps auparavant), avant de rejoindre le corps diplomatique, où il poursuit une carrière florissante. Il sert notamment dans les ambassades de Bangkok et Riyad.  

## Condamnation à mort
Après le résultat controversé des élections législatives bangladaises de février 1996 (en), de nouvelles élections législatives (en) sont organisées en juin de la même année. Ces dernières propulsent la fille de Sheikh Mujib, Sheikh Hasina, au poste de Première ministre. Sous son impulsion, le parlement (désormais composé majoritairement de membres de son parti) abroge l'ordonnance de 1975 accordant l'immunité aux assassins de son père, permettant ainsi au gouvernement d'engager des poursuites contre eux. Le 8 novembre 1998, 15 conjurés (sur les 20 poursuivis) sont condamnés à la peine de mort. Ahmed fait partie de ceux condamnés par contumace, mais il est finalement extradé vers son pays d'origine le 17 juin 2007 après que les États-Unis lui aient refusé l'asile,. En octobre 2007, Ahmed et quatre de ses co-accusés (Syed Faruque Rahman, Sultan Shahriar Rashid Khan, A.K.M. Mohiuddin Ahmed et Bazlul Huda) font appel de leur condamnation à mort devant la Cour suprême du Bangladesh.
Le 19 novembre 2009, un panel de cinq juges de la chambre d'appel de la Cour suprême du Bangladesh confirme les condamnations à mort d'Ahmed et de ses quatre co-accusés ainsi que celles de sept autres accusés (Khandaker Abdur Rashid, Shariful Haque Dalim, A.M. Rashed Chowdhury, SHMB Noor Chowdhury, Abdul Majed (en) et Risaldar Moslemuddin (en)), toujours en fuite à l'époque.
Le 3 janvier 2010, les ordres d'exécution d'Ahmed et de quatre de ses co-accusés sont signés par le juge du tribunal de première instance et du tribunal de district de Dhaka. Le 9 janvier, Ahmed et deux d'entre eux (A.K.M. Mohiuddin Ahmed et Bazlul Huda) décident de solliciter la clémence du président Zillur Rahman, qui la leur refuse quelques jours plus tard.  
Le 28 janvier 2010, Ahmed et quatre de ses co-accusés sont exécutés par pendaison à la prison centrale de Dacca (en).

## Famille
Le 27 octobre 2009, soit trois mois avant son exécution, ses deux fils Mohammed Nazmul Hassan Sohel (35 ans) et Mahbubul Hassan Emran (30 ans), sont arrêtés à Dacca car ils sont soupçonnés d'avoir participé à un attentat à la bombe contre Sheikh Fazle Noor Taposh, membre du Parlement et fils de Sheikh Fazlul Haque Mani,.